# Acy-en-Multien
Acy-en-Multien és un municipi francès, situat al departament de l'Oise i a la regió dels Alts de França. L'any 2007 tenia 754 habitants.

## Demografia

### Població
El 2007 la població de fet d'Acy-en-Multien era de 754 persones. Hi havia 289 famílies de les quals 68 eren unipersonals (44 homes vivint sols i 24 dones vivint soles), 92 parelles sense fills, 121 parelles amb fills i 8 famílies monoparentals amb fills.
La població ha evolucionat segons el següent gràfic:
Habitants censats

### Habitatges
El 2007 hi havia 332 habitatges, 296 eren l'habitatge principal de la família, 11 eren segones residències i 25 estaven desocupats. 306 eren cases i 23 eren apartaments. Dels 296 habitatges principals, 249 estaven ocupats pels seus propietaris, 39 estaven llogats i ocupats pels llogaters i 8 estaven cedits a títol gratuït; 6 tenien una cambra, 11 en tenien dues, 40 en tenien tres, 81 en tenien quatre i 158 en tenien cinc o més. 226 habitatges disposaven pel capbaix d'una plaça de pàrquing. A 127 habitatges hi havia un automòbil i a 146 n'hi havia dos o més.

### Piràmide de població
La piràmide de població per edats i sexe el 2009 era:
| Homes | Edats   | Dones |
| ----- | ------- | ----- |
| 0     | 95 o +  | 0     |
| 0     | 90 a 94 | 0     |
| 0     | 85 a 89 | 12    |
| 8     | 80 a 84 | 8     |
| 12    | 75 a 79 | 12    |
| 8     | 70 a 74 | 16    |
| 12    | 65 a 69 | 8     |
| 16    | 60 a 64 | 20    |
| 28    | 55 a 59 | 16    |
| 20    | 50 a 54 | 24    |
| 52    | 45 a 49 | 44    |
| 28    | 40 a 44 | 32    |
| 28    | 35 a 39 | 36    |
| 24    | 30 a 34 | 28    |
| 24    | 25 a 29 | 20    |
| 16    | 20 a 24 | 8     |
| 28    | 15 a 19 | 28    |
| 32    | 10 a 14 | 28    |
| 20    | 5 a 9   | 28    |
| 12    | 0 a 4   | 12    |

## Economia
El 2007 la població en edat de treballar era de 498 persones, 382 eren actives i 116 eren inactives. De les 382 persones actives 362 estaven ocupades (197 homes i 165 dones) i 20 estaven aturades (12 homes i 8 dones). De les 116 persones inactives 47 estaven jubilades, 29 estaven estudiant i 40 estaven classificades com a «altres inactius».

### Ingressos
El 2009 a Acy-en-Multien hi havia 292 unitats fiscals que integraven 747,5 persones, la mediana anual d'ingressos fiscals per persona era de 21.366 €.

### Activitats econòmiques
Dels 25 establiments que hi havia el 2007, 1 era d'una empresa alimentària, 3 d'empreses de construcció, 6 d'empreses de comerç i reparació d'automòbils, 2 d'empreses de transport, 3 d'empreses d'hostatgeria i restauració, 1 d'una empresa financera, 3 d'empreses de serveis, 2 d'entitats de l'administració pública i 4 d'empreses classificades com a «altres activitats de serveis».
Dels 10 establiments de servei als particulars que hi havia el 2009, 1 era una oficina de correu, 1 una oficina bancària, 1 guixaire pintor, 1 fusteria, 1 electricista, 3 perruqueries i 2 veterinaris.
Dels 4 establiments comercials que hi havia el 2009, 1 era una botiga de més de 120 m², 1 una botiga de menys de 120 m² i 2 carnisseries.
L'any 2000 a Acy-en-Multien hi havia 4 explotacions agrícoles.

## Equipaments sanitaris i escolars
L'únic equipament sanitari que hi havia el 2009 era una farmàcia.
El 2009 hi havia una escola elemental integrada dins d'un grup escolar amb les comunes properes formant una escola dispersa.

## Poblacions més properes
El següent diagrama mostra les poblacions més properes.